# Sardinops
Sardinops – rodzaj ryb z rodziny śledziowatych, zaliczany do sardynek.

## Klasyfikacja
Gatunki zaliczane do tego rodzaju:
- Sardinops melanosticta
- Sardinops ocellatus – sardyna kapska[3], sardynops[3], sardynka południowoafrykańska[4] (dawniej nazywana była sardyną lub pilchardem[5])
- Sardinops sagax – sardynka pacyficzna[5], iwasi[6], sardyna kalifornijska[3], sardynka japońska[4], sardynka kalifornijska[4]